# Rosé (sångerska)

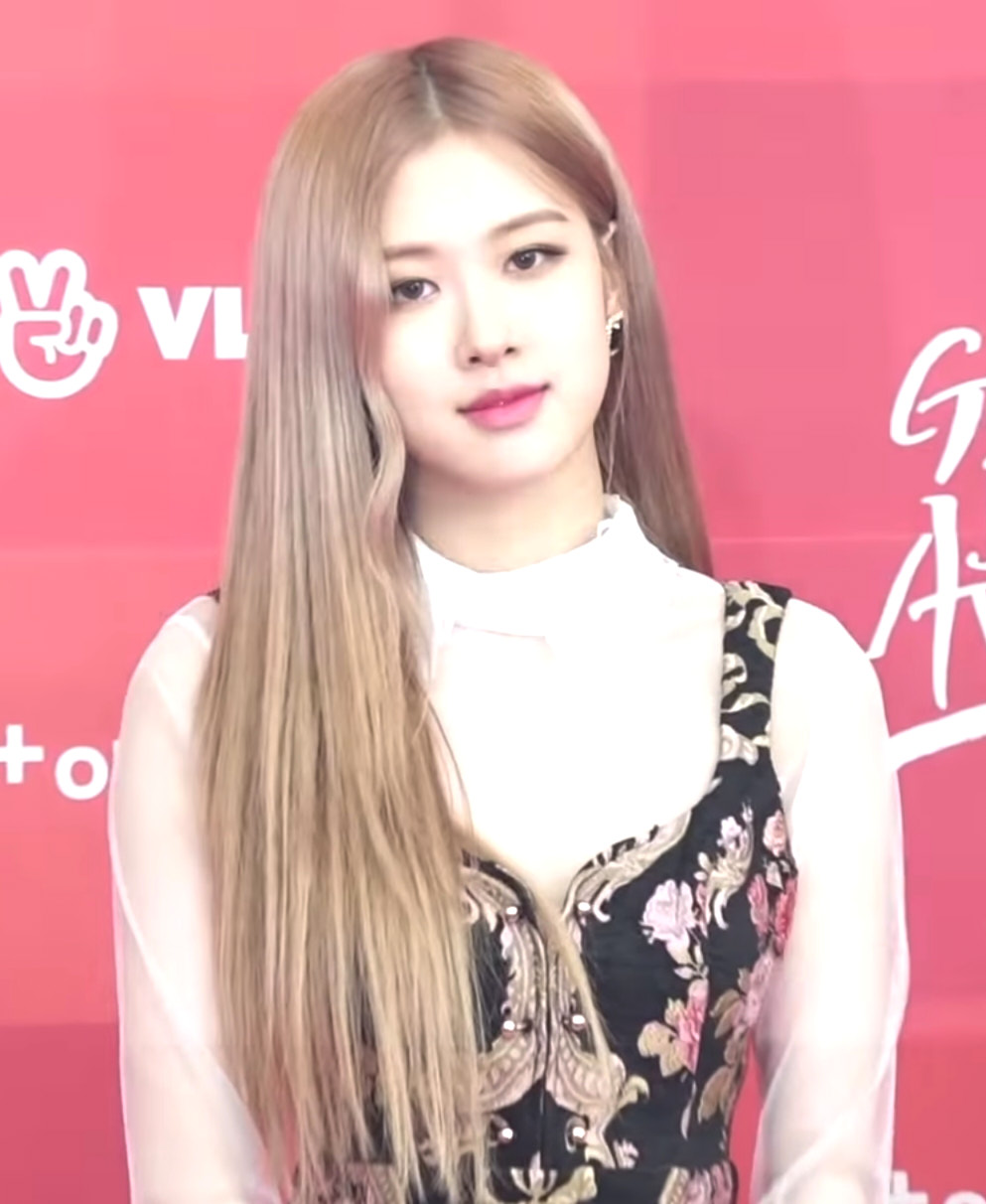
Rosé i januari 2019.

Roseanne Park MBE, född 11 februari 1997 i Auckland, Nya Zeeland, är en sångerska, låtskrivare och dansare mest känd under artistnamnet Rosé. Hon är medlem i artistgruppen Blackpink. Hon debuterade som soloartist i mars 2021 med singeln "R". Hon är den första artisten att nå första plats på Billboard Global 200 både som soloartist och som del av en grupp.

## Karriär

### 1997–2015: Före Blackpinks debut
Rosé föddes i Nya Zeeland 1997, men flyttade tillsammans med sin familj till Australien 2004. Hon gjorde 2012 en audition för YG Entertainment, ett sydkoreanskt skivbolag. Därefter flyttade hon till Sydkorea för att bli artist. År 2012 medverkade hon på låten "Without You" med G-Dragon. 

### 2016–: Karriär med Blackpink och solodebut
I augusti 2016 debuterade Rosé i gruppen Blackpink med Jisoo, Jennie och Lisa. Under sin karriär har de utgivit två album och två EP:s. De har även utgivit singlar tillsammans med Dua Lipa, Lady Gaga, Selena Gomez och Cardi B.
År 2020 stod det klart att Rosé skulle debutera som soloartist efter Blackpinks första album. I januari 2021 höll Blackpink sin första onlinekonsert och där framförde Rosé en av sina sololåtar, "Gone". I mars 2021 debuterade hon solo med singeln "R", vilken innehåller låtarna "On the Ground" och "Gone". "On the Ground" hamnade på plats 70 på Billboard Hot 100.
I september 2021 blev Rosé och CL de första kvinnliga kpop-artisterna att närvara vid Met Gala i New York. 
I Blackpinks andra album ”Born Pink” var Rosé med och skrev låten ”Yeah Yeah Yeah” tillsammans med bland annat gruppmedlemmen Jisoo.  I albumet fick hon även en sololåt, ”Hard To Love”. 